# Jayakumar Surendhar
Jayakumar Surendhar (* 11. April 1991) ist ein indischer Hürdenläufer, der sich auf den 110-Meter-Hürdenlauf spezialisiert hat und auch im Dreisprung an den Start geht.

## Sportliche Laufbahn
Erste internationale Erfahrungen sammelte Jayakumar Surendhar im Jahr 2011, als er bei der Sommer-Universiade in Shenzhen im 110-Meter-Hürdenlauf bis in das Halbfinale gelangte und dort mit 14,27 s ausschied. 2016 siegte er bei den Südasienspielen in Guwahati in 14,13 s im Hürdensprint und gewann mit einer Weite von 15,89 m die Silbermedaille im Dreisprung hinter seinem Landsmann Renjith Maheswary. Kurz darauf erreichte er dann bei den Hallenasienmeisterschaften in Doha mit 14,76 m Rang elf im Dreisprung. 2019 gewann er bei den Südasienspielen in Kathmandu in 14,37 s die Silbermedaille im Hürdenlauf hinter dem Pakistani Muhammad Nadeem.
2018 wurde Surendhar indischer Meister im 110-Meter-Hürdenlauf.

## Persönliche Bestzeiten
- 110 m Hürden: 13,89 s (0,0 m/s), 26. September 2018 in Bhubaneshwar
- Dreisprung: 16,29 m (0,0 m/s), 19. September 2015 in Kalkutta
  - Dreisprung (Halle): 14,76 m, 20. Februar 2016 in Doha